# Купревич Василь Феофілович
Купревич Василь Феофілович (біл. Купрэвіч Васіль Феафілавіч; нар. 12 січня (24 січня) 1897, Кальники — пом. 17 березня 1969, Москва) — білоруський радянський біолог і міколог, кандидат наук (1934), доктор біологічних наук (1941—1942), професор (1950), академік АН БРСР (1952), член-кореспондент АН СРСР (1953), депутат ВР БРСР (1951—1955) і СРСР (1954—1969), Заслужений діяч науки БРСР (1967), Герой Соціалістичної Праці (1969).
Виявив позаклітинну секрецію ферментів у облігатних паразитів і кінчиків коренів вищих рослин та довів здатність поглинати вуглекислий газ, який з водою надходить на корінь із ґрунту.
Головний редактор видань «Ботанічний журнал» (1959—1966), «Мікологія і фітопатологія» (1967—1969), «Доповіді АН БРСР» (1952—1969).
В. Ф. Купревич вважається засновником ґрунтової ензимології. Основні роботи присвячені мікології, фізіології хворих рослин.

## Біографія

### Сім'я і дитинство

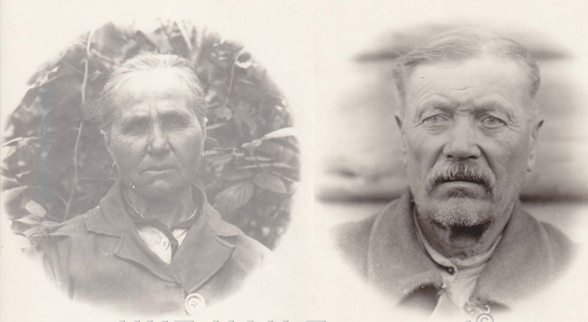
Батьки Василя Купревича — Матрона Павлівна і Феофіл Леонович

Дід Василя Купревича мав невеликий шматок землі в селі Кальники, який не міг прогодувати сім'ю, тому батько Купревича, Феофіл Леонович, був змушений влаштуватися на роботу лісником до графа Любенского і переїхати разом з дружиною Мотрею Павлівною і своїми 4 синами у село Софіївку Оршанського району. Батько брав сина з собою в ліс на обходи. Саме там хлопчик отримав перші знання про гриби й рослини.
Після навчання в сільській школі Девіно з 1906—1910 рік Купревич вступив до сільськогосподарського училища в Смольянах (Оршанський повіт, Могильовська губернія). Після закінчення училища він отримав спеціальність агрономічного старости, але в цей час до юнака прийшло розуміння, що його не приваблює робота на пана.
В. Ф. Купревич любив читати й багато часу проводив з книгами, особливо йому подобалися розповіді про подорожі, море і далекі країни, що і визначило його подальші життєві кроки.

### Молодість

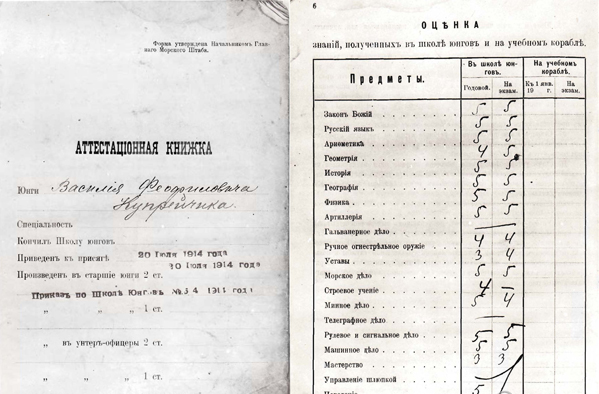
Атестат Василя Купревича

Після Смолянського училища в 1913 році вступає до школи юнг в Петербурзі, потім в матроську гімназію в Гельсінкі (Велике князівство Фінляндське). Зберігся відмінний атестат Купревича і хороші відгуки про його відповідальність і уважність до навчання. Наприкінці навчання з нагоди початку світової війни юнаки були направлені на бойові кораблі.

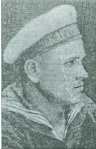
Купревич-матрос

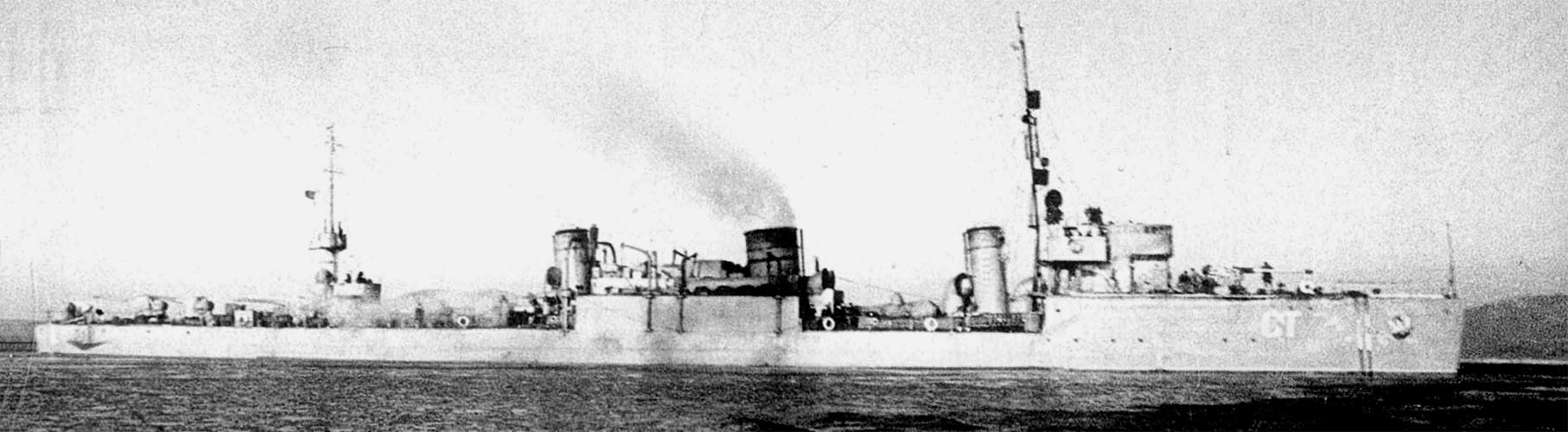
Есмінець «Самсон», 1927 рік

Після складання іспиту на артилериста в 1915 році в званні старшини Купревич завідував кормовим плутонгом ескадреного міноносця «Самсон» при боях з німецьким флотом в Ризькій затоці, брав участь у Моонзундській обороні (1917), під час жовтневих подій був на боці більшовиків, разом з усією командою міноносця «Самсон» брав участь у штурмі
Зимового палацу в жовтні 1917 року. У квітні 1918 року кілька кораблів Балтійського флоту, у тому числі і «Самсон» перебували в Льодовому поході.
У цей час Василь Феофілович Купревич вступив на перший курс фізико-математичного факультету Гельсінського університету.
Коли, після Брестського миру, Фінляндія відокремилася від Росії, Василь Феофілович кинув навчання і попрямував до Кронштадта.
Морські походи погіршали здоров'я Купревича, він був поранений, після лікування в лікарні демобілізований і повернувся додому.
У червні 1918 року влаштувався вчителем Кленниківської школи, потім викладачем природознавства і хімії і завідувачем білоруської 7-річної школи в Смолевичах.

## Наукова діяльність

### Початок праці
У 1925 році отримав почесний диплом сільськогосподарсько-ремісничої виставки за заготівлю насіння трав Смолевицького району. З 1926 року в краєзнавчих журналах починають з'являтися його перші замітки як педагога і методиста. Працюючи в школі, В. Ф. Купревич з 1928—1931 рік одночасно заочно навчався на спеціальному факультеті відділення агробіології Інституту підвищення кваліфікації кадрів народної освіти в Москві й закінчив його в 1931 році.
Купревич проходив педагогічну практику в Білоруській сільськогосподарській академії, він також став одним з перших аспірантів АН БРСР, працював в галузі фізіології рослин, аспірантуру проходив в Ботанічному інституті Академії Наук СРСР в Ленінграді в 1931—1934 роках. Паралельно з аспірантурою В. Ф. Купревич викладав у Ленінградській військово-медичній академії. Він працював над фізіологією рослин, систематикою грибів. Висунув гіпотезу про прогресивну редукцію та спеціалізований ензимний механізм паразитичних грибів під час їх еволюції. У 1934 році він захистив кандидатську дисертацію під керівництвом В. А. Траншеля за темою «До фізіології хворої рослини. Фізіологічні дані про шкідливість деяких грибних і вірусних захворювань культивованих рослин» і приїхав до Мінська.
В. Ф. Купревич працював старшим науковим співробітником лабораторії фітопатології, потім завідувачем лабораторії фізіології рослин Інституту біологічних наук Академії наук БРСР. За сумісництвом викладав фітопатологію у Вищій комуністичній сільськогосподарській школі в Мінську, БДУ, дарвінізм в Гомельському педагогічному університеті та Білоруському сільськогосподарському інституті (Горки).
Умови для роботи були не дуже сприятливими й Купревич переїхав до Ленінграда на роботу в Ботанічний інститут АН СРСР.

### Друга світова війна
З початком Великої Вітчизняної війни і блокади Ленінграда В. Ф. Купревич, відправивши дружину і сина-школяра в евакуацію, залишається в обложеному місті. Він пише рідним: «Я живу зараз в повній самоті, вночі в кімнаті холодно. Топити грубку нічим. Вчора перед нашим будинком впав літак. Будиночок вцілів, тільки вікна і двері повилітали. На щастя, пожежа не виникла. Втрати понесли оранжереї. Рятуємо рослини».
Купревич брав участь у протиповітряній обороні Ботанічного інституту та саду, за що був нагороджений медаллю «За оборону Ленінграда».
Як представник месткому інституту Купревич вживає всіх заходів для порятунку цінних колекцій рослин і елітного насіння, наприклад, він забрав додому теплолюбні мексиканські кактуси, щоб «грітися разом».
У дні, коли все місто страждало від голоду, Купревич працював над докторською дисертацією «Фізіологія хворої рослини у зв'язку із загальними питаннями паразитизму» і захистив її 20 листопада 1941 року. Готуючи дисертацію, Василь Феофілович проаналізував 178 наукових робіт вітчизняних та 554 роботи закордонних біологів. Написав свої 22 наукові роботи.
Співробітники, що вижили, Ботанічного інституту евакуюються по «дорозі життя» 8 лютого 1942 року. Василь Феофілович при зрості приблизно 1 метр 90 сантиметрів важив лише 48 кілограмів.
Купревич був евакуйований в Казань (Татарстан), потім в Сиктивкар (Комі) і Таджикистан. Весь цей час Купревич не залишає своєї наукової діяльності. Під час евакуації він працює над вивченням хвороб винограду. У Казані Василь Феофілович вів флористичні та ботанічні роботи у складі агробіологічного відділу (зав. відділу С. А. Каспарова). У цьому відділі розроблялася тема «Біохімічне та фізіологічне обґрунтування поведінки сільськогосподарських культур у період вегетації та зберігання».
У роки Великої Вітчизняної війни нацисти жорстоко розправилися з батьками Василя Феофіловича. У 1942 році батько був по-звірячому убитий на очах Матрони Павлівни. У 1944 році від ран і голоду померла мати — Матрона Павлівна.

### Повоєнний час

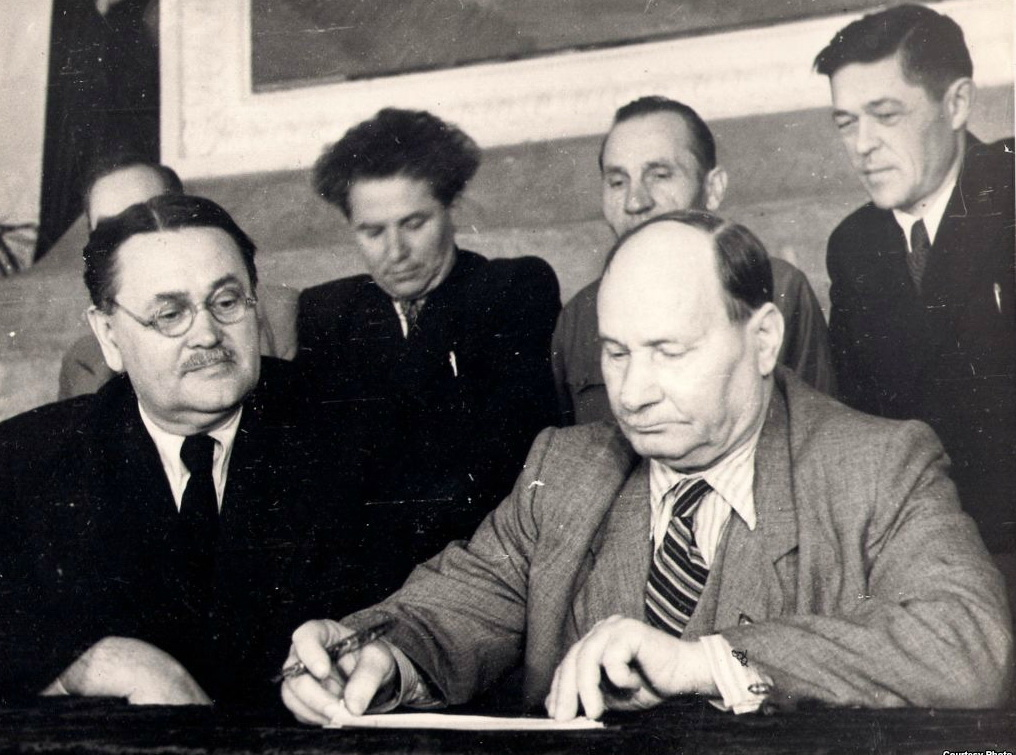
Якуб Колас і директор Ботанічного інституту АН СРСР Василь Купревич підписують Стокгольмський заклик. 1950

З 1949—1952 рік працює директором Ботанічного інституту АН СРСР. У 1950-му отримав звання професора. У січні 1952 року обраний академіком і президентом АН БРСР, в 1953 — членом-кореспондентом АН СРСР. Під час роботи в Інституті біології та відділі фізіології і систематики нижчих рослин АН БРСР виявив позаклітинне виділення ферментів у облігатних паразитів і кінчиками коренів вищих рослин, довів можливість засвоєння вуглекислоти для фотосинтезу, що потрапляє в корінь з ґрунту разом з водою.
З ініціативи В. Ф. Купревича в рамках АН БРСР були створені інститути фізики, математики, ядерної енергетики, тепло і масообміну, технічної кібернетики, генетики і цитології. Правління Купревича було відзначено бурхливим зростанням Академії наук. У 1959 році в ній працювало 900 осіб, а буквально через кілька років, коли президентом став Купревич, співробітників стало 12 тисяч.
З 1958 року В. Ф. Купревич став завідувачем відділу фізіології й систематики нижчих рослин АН БРСР.
Відкрив існування ґрунтових ензимів, якими опортуністично харчуються вищі рослини через свої кореневі системи. Обґрунтував можливість практичного використання активності ґрунтових ензимів, започаткував новий напрям ґрунтознавства — ґрунтову ензимологію.
У 1966 році вийшла книга «Ґрунтова ензимологія» (біл. «Глебавая энзімалогія»), що збільшило дослідження в цій галузі. Ця робота В. Ф. Купревича отримала високу оцінку і широку підтримку в наукових колах. У своїй книзі Купревич дає повне визначення предмета ґрунтової ензимології як науки. Це дає можливість говорити про Василя Купревича як про засновника нового напряму в біології та біохімії ґрунту.
На думку В. С. Губарєва, В. Ф. Купревич зіграв вирішальну роль у становленні наукових досліджень в Білорусі.
Наукова діяльність В. Ф. Купревича була відома і за межами СРСР. Він брав участь у роботі Міжнародного ботанічного конгресу в Парижі в 1954 році. У 1955 році Василь Феофілович очолив делегацію БРСР на міжнародній конференції в Женеві з мирного використання атомної енергії. Пізніше, в 1958—1960 роках, В. Ф. Купревич у складі парламентської групи відвідав — Велику Британію, Бельгію, Бразилію та Африку.
Купревич — автор понад 100 наукових праць, у тому числі 7 монографій. Підготував ряд кандидатів і докторів наук.

## Внесок у геронтологію
Василь Купревич створив сектор геронтології в АН БРСР, який почав активну роботу з вивчення механізмів старіння.
Учений обґрунтував старіння і смерть як процес наростання порушень міжклітинних взаємодій, що призводить до дезінтеграції структури і порушення функцій біологічного об'єкта, що в кінцевому підсумку призводить до смерті. З цих позицій академік В. Ф. Купревич розглядав смерть не як загально-біологічний процес, а як свого роду захворювання, проти якого можна знайти лікування.
Купревич намагався дослідити таке явище, як тривалість людського життя (при цьому він спирався на праці таких вчених як Август Вейсман та Ілля Мечникова). Купревич зробив висновок, що механізм смерті виник у процесі еволюції.

## Філософські дослідження
Купревича-філософа відносять до представників російського космізму. Філософські праці Купревича присвячені проблемі життя та його індивідуального кінця. Він дотримувався тієї точки зору, яку проводив М. Федоров ще в кінці XIX століття: смерть не споконвічна в природі, вона стала пристосувальним ефектом, виробленим в процесі еволюції. Але в людині цей ефективний механізм вдосконалення роду — через зміну поколінь — не просто вичерпує себе, через нього вже не досягається мимовільного прогресу, бо вступає активна сила, яка перетворює світ і себе — розум, який самою своєю сутністю вимагає особистого і нескінченного вдосконалення. Адже смерть найбільше неприйнятна саме з точки зору особистості, наділеної почуттями і свідомістю. Купревич розуміє, що усвідомлення неминучості смерті, відчуття безсилля перед безоднею, у якій безслідно зникають живі, мислячі істоти з відчуттями, народжує внутрішній трагізм свідомості й існування людини, який може і повинен бути подоланий.

## Редакторська робота та громадська діяльність
Василь Купревич був головним редактором видань «Ботанічний журнал» (1959—1966), «Мікологія і фітопатологія» (1967—1969), «Доповіді АН БРСР» (1952—1969).
Цікавився фотомистецтвом, сприяв створенню фотоклубу «Мінського товариства фотографів-любителів», а 1927 року обраний його почесним головою. У рукописах Купревича збереглися малюнки, виконані його рукою.
У Центральній науковій бібліотеці зберігається особистий архів В. Ф. Купревича, що складається з 2405 одиниць збереження. 1989 року в бібліотеку цей архів передав Олег Купревич, син академіка.
Депутат Верховної Ради Білоруської РСР (1951—1955) і Верховної Ради СРСР (1954—1969).

## Біологічні види, описані В. Купревичем
В. Ф. Купревич описав 179 видів паразитарних і сапрофітних грибів конюшини і люцерни (1954) і 180 видів іржавих грибів, що завдають шкоди хлібним злакам і дикорослим корисним рослинам (1957).
Деякі з них:
- Aecidium kondoriense Kuprev., 1950
- Aecidium trichodesmatis Kuprev., 1950
- Coleosporium synuri Tranzschel ex Kuprev., 1957
- Melampsora berberifoliae Kuprev., 1957
- Melampsora lini-cathartici Kuprev., 1957
- Melampsora lini-usitatissimi Kuprev., 1957
- Milesia itoana (Kamei) Kuprev. & Tranzschel, 1939
- Milesia wilczekiana (Maire) Kuprev. & Tranzschel, 1939
- Puccinia arenariae-griffithii Kuprev., 1957
- Puccinia cinae Tranzschel & Kuprev., 1935
- Puccinia rhamni Kuprev., 1950
- Tuburcinia arrhenatheri Kuprev.
- Urocystis arrhenatheri (Kuprev.) Savul., 1951

## Вплив на масову культуру
Валентин Пікуль згадав мужнього командора Василя Купревича у своєму романі «Моонзунд».
Розповідаючи про свій фільм «Космічна Одіссея» в 1968 році, Стенлі Кубрик навів слова Купревича: «Я переконаний, що ми знайдемо спосіб відключити механізми старіння клітин».
С. Т. Коньонков створив скульптурний портрет Василя Феофіловича, який зберігається в зібранні Смоленського музею С. Т. Коньонкова. Під впливом ідей В. Ф. Купревича виникла класична п'єса «Брама безсмертя» відомого білоруського поета Кіндрата Кропиви, в якій порушується проблема етики взаємин між людьми, які отримали дар безсмертя.

## Нагороди
- Герой Соціалістичної Праці;
- Звання «Заслужений діяч науки БРСР» (1967)[10];
- Два ордени Леніна (1967, 1969);
- орден Трудового Червоного Прапора (1957);
- «Знак Пошани» (1953);
- Медаль «За оборону Ленінграда»

## Пам'ять
Ім'ям В. Ф. Купревича був названий теплохід радянського торгового флоту «Академік Купревич», його ім'я присвоєно Інституту експериментальної ботаніки, вулиці в Мінську, гімназії та вулиці в Смолевичах. У гімназії створено меморіальний музей академіка В. Ф. Купревича. Стрічку при відкритті музею перерізав його син, генерал-майор Олег Васильович Купревич.
Похований на Східному кладовищі Мінська, надгробний пам'ятник включений у 2007 році в Державний список історико-культурних цінностей Республіки Білорусь як об'єкт історико-культурної спадщини республіканського значення. У Мінську на будинку, де жив В. Ф. Купревич, встановлена меморіальна дошка.
До 115-річчя вченого Центральна наукова бібліотека імені Якуба Коласа НАН Білорусі організувала виставку «Академік Купревич (до 115-річчя від дня народження)», що відображає найбільш значущі етапи наукової, творчої, службової та громадської діяльності В. Ф. Купревича.

## Праці
- Наукові праці. Т. 1-4. — Мн., 1971-75
- Фізіологія хворого рослини в зв'язку із загальними питаннями паразитизму. — М.; Л., 1947
- Ґрунтова ензимологія. — Мн., 1966 (разом з Т. А. Щербакової)
- Академія наук Білоруської РСР: Нарис історії та діяльності. — 3 вид. — Мн., 1968
- Купревич В. Ф., Траншель В. Г. «Флора спорових рослин СРСР. Т. IV. Melampsoraceae» (1957)
- В. Ф. Купревич, хвороби конюшини і люцерни: визначник — 1954 — Вид-во Академія наук СРСР